# تريشيا فيسي
تريشيا فيسي (بالإنجليزية: Tricia Vessey)‏ هي ممثلة أمريكية، ولدت في 8 أكتوبر 1970 في الولايات المتحدة.

## أعمال

### أفلام
- (1999)  الطريق للساموراي[4]

## وصلات خارجية
- تريشيا فيسي على موقع IMDb (الإنجليزية)
- تريشيا فيسي على موقع قاعدة بيانات الأفلام العربية
- تريشيا فيسي على موقع ألو سيني (الفرنسية)
- تريشيا فيسي على موقع أول موفي (الإنجليزية)
- تريشيا فيسي على موقع قاعدة بيانات الأفلام السويدية (السويدية)
- تريشيا فيسي على موقع ديسكوغز (الإنجليزية)
- تريشيا فيسي على موقع قاعدة بيانات الفيلم (الإنجليزية)
- تريشيا فيسي على موقع كينوبويسك (الروسية)